# 拼圖
拼圖（英語：Jigsaw Puzzle）是一種益智類遊戲的通稱。遊戲內容可稱作拼圖遊戲，其道具稱拼圖玩具。拼圖是一種解決平面空間填充和排列難題的遊戲，要求玩家將成百上千枚印有局部圖案的扁平零片進行拼組，把全部零片拼接起來構成一幅幾何平面（最常見的是矩形），平面上將展現出完整的圖案。

## 歷史
早期的拼圖製作：首先要在方形的薄木板上繪製圖案。然後用線鋸將整張木板切割成各種形狀的細小零片。英語中拼圖的說法"Jigsaw Puzzle"，正是因此而得名——"Jigsaw"義爲線鋸（一種可按任意曲線切割的工具），"puzzle"義爲難題或迷局。據稱，倫敦的地圖繪製者和版畫家約翰·史皮爾斯布里是第一個商品化拼圖玩具的經營者，其拼圖事業始於1760年前後。

## 製作工藝
現代的拼圖大都以硬紙板爲製造材料，因而成本更加低廉，製作工藝也更爲簡單。拼圖的圖案是於切割前粘貼在紙板表面上的整幅的美術印品，畫面的內容可以是放大的攝影作品、繪畫，或者其他種類的平面藝術品。貼圖後的紙板將被送入專門的壓印機床，該種機床上裝配有按預定圖案組合的鋼制刀具組，紙板經機床強力衝壓後將被刀具組切斷成零片。這一過程與圖形餅乾的成型工序頗為相似，不同之處在於，拼圖壓印機的衝撞力要高得多。比如典型的1000件拼圖，爲了使衝模上的刀具組完全將紙板切透，就要求機床在運轉時生成高達700噸的壓力。拼圖的衝模（印版）通常用膠合板一類的板材製成，製模工匠先在模板上按拼圖零片的拼組圖案刻畫或燒灼出溝槽，然後將刀片逐個插入溝槽拼裝成刀具組。刀具組表面還要加蓋一層彈性材料，通常爲泡沫橡膠，其用途是在衝印後將紙板零片從刀具組的孔隙中彈出。
拼圖的畫面多以自然風光、建築物以及一些爲人所熟悉的圖案的爲題材。城堡和山巒是兩類傳統的主題，不過任何圖畫和影像都可以用做拼圖的素材。有一些公司還提供將私人攝影作品製成拼圖的服務。

## 變種

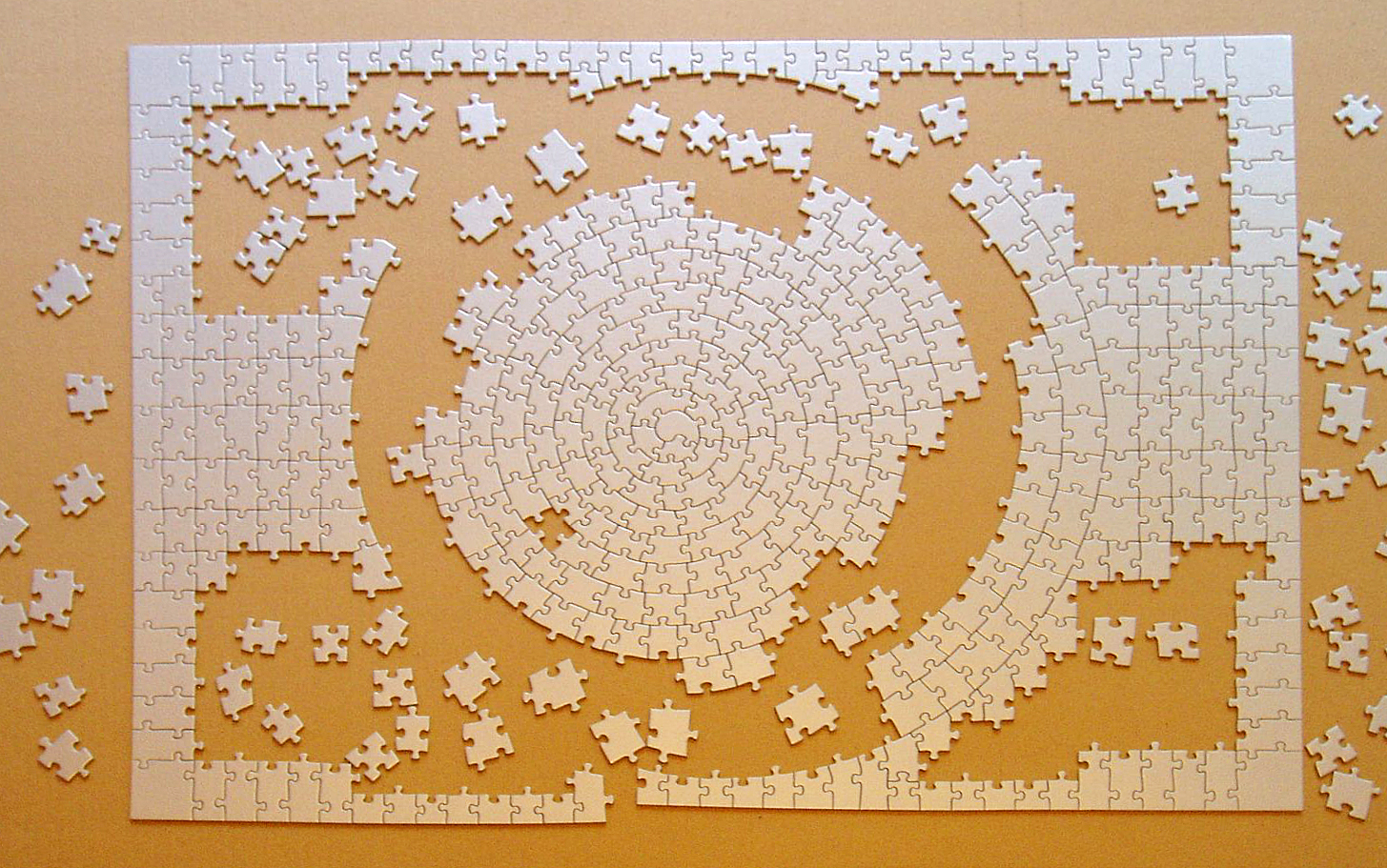
沒有圖畫的拼圖，此為「地窖」拼圖

維基百科標誌為球形拼圖

常見的平面拼圖有300片、500片、750片、1,000片等不同的規格；目前最大尺寸的商品拼圖爲36,000片/套。主流的拼圖佈局，片件/套爲38×27，總計1026片；500片/套爲27×19，計513片。兒童拼圖的尺寸和件頭數更是花樣繁多。
另有一些種類的拼圖其零片兩面都印有圖案，玩家可按任意一面的圖案拼組，同時遊戲的難度也有所增加，因為就手中的零片而言，玩家很難確定哪一面才是正確的一面。
除了傳統的平面拼圖，還有不同種類的立體拼圖。立體拼圖的零片多由木材或泡沫塑料等更堅實的材料製成。其空間特徵往往導致了難度的增加，要求玩家必須按特定順序拼接零片：如果已完成部分有零片拼裝不當，剩下零片很可能就無法繼續往上拼接。
另有一種被稱作「拼圖盒子」的玩具也很常見：玩家可以用類似平板拼圖零片的可互鎖部件組裝出中間可存放物品的小巧的抽屜或盒子。
球形拼圖則可看成是一種介於平面拼圖和立體拼圖之間的中間類型。與平面拼圖類似，它的球面也是用紙板零片拼擺出來的單層結構；而它的最終造型又是具有長、寬、高屬性的三維形體。球形拼圖的圖案大多模仿地球儀、月球儀一類的地理和天文模型，維基百科的標誌就是一個球形拼圖的實例。
此外，還有一些虛擬拼圖，是以電腦軟體的繪圖方式進行，模擬實物拼圖，優點是無須手工清理，也沒有丟失零片的風險。

## 拼圖零片
拼圖零片的接合線有各種各樣的切割方式。坊間流行的拼圖，是採用一種被稱作「全面互鎖」（fully interlocking）的零片邊緣樣式。「全面互鎖」即是將相鄰的若干零片連接在一起，若水平移動其中的一片，所有相連的零片都會跟著向相同方向滑動，且不會離散。有時候，零片拼合得相當緊密，將拼好的一整塊拿起來也不會散開。

拼圖零片及接合方式（全面互鎖）

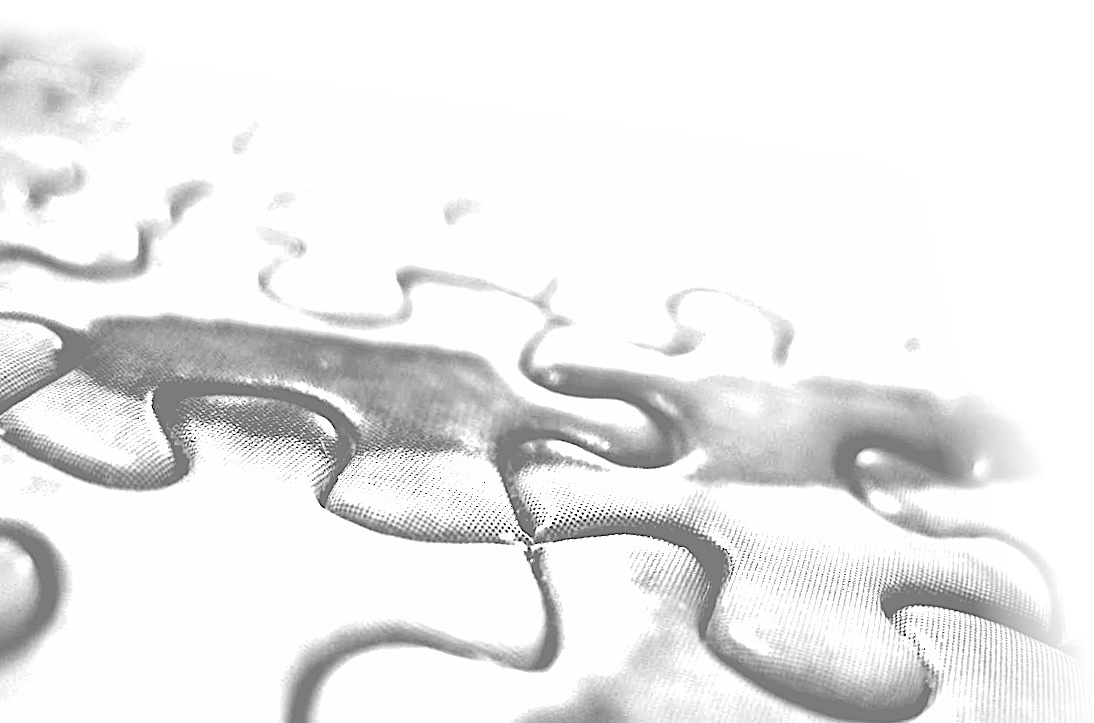
拼圖的接合近觀

零片的互鎖通常靠零片邊緣的凸起和凹陷來實現，這種拼接方式與家具製作中「榫卯接合」類似。零片的主體是大小形式相同的矩形，假設左右緊連的兩枚零片分別爲甲和乙，若甲片右緣有向右延伸的凸起A，則乙片左緣就必須有形狀與A吻合的凹陷B，而且爲了使A和B能夠相互鎖緊，還要求凸起A的末端寬於連在甲片邊緣的一端。這種前寬後窄形式的凸起在傳統木工工藝中稱作燕尾榫。我們不妨將拼圖零片的凸起和凹陷也稱作「榫頭」和「卯眼」。不過有尖端的燕尾榫如果做在紙板上則容易起層而使零片損壞，所以拼圖中的榫頭和卯眼多是圓形的。
在有些拼圖中（可能是最常見的一種），所有零片的形狀都完全一樣，每一枚零片都有軸對稱的兩榫兩卯，且榫卯的軸線十字交叉，整體上呈「卄」字形。這樣，零片與零片總是縱橫交錯。也有的拼圖各零片榫卯結構互不相同，但通常零片的主體也都是四邊形，四條邊上各有一個榫頭或是卯眼。
非互鎖的拼圖，一般是以各種形態的相互交叉的曲線來分割零片，零片的邊緣也就曲線的一段。事實上這種模式的拼圖相對來看是比較簡單的，因為零片與零片的匹配多是固定的，按著邊緣的曲線形狀很容易找到相鄰的零片。只不過，在拼組這種拼圖的時候要求玩家的手法沉穩，否則很容易一失手就把已拼好的部分搞亂。
零片同形的互鎖拼圖被認為是最難拼的一種，尤其是那種畫面色彩比較柔和，圖案反差小的，因為零片與零片之間往往只有非常微妙的差異。
偶爾也會有一些零片佈局非常奇特的拼圖，能帶給玩家更多的樂趣。
拼圖的整體畫幅以長方形的最爲常見，畫面的邊框或者是直線或者是規則的裝飾性曲線。在這類拼圖中，總有一些零片不是有一邊缺少卯榫，就是帶有一個直角，玩家很容易就能把邊框擺出來，所以拼組時也就往往先從邊角入手。當然，也有一些拼圖故意把邊角的零片也做成榫卯俱全的模樣，以使得遊戲更富挑戰。還有一些更富於童趣的創意，將整幅拼圖的輪廓做成小動物或者其他可愛的造型。由於輪廓線更加曲折綿長，邊緣的零片比四方形的拼圖就要多很多，拼組也就更加容易，這類拼圖當然更適合年幼的玩家。
近年來計算機和計算機控制的激光和水壓切割設備也被用於拼圖的設計和製作，新技術的運用使得拼圖的互鎖機制和零片款式變得更爲精巧，新奇花樣層出不窮。

## 策略
對剛開始接觸拼圖的玩家而言，所謂入門級的拼圖，主要是取決於豐富多彩的圖案特徵；簡言之，在整幅構圖畫面，諸多角落裡，有各自獨立而完整的子畫面，且色彩和輪廓反差較大；這樣的拼圖玩起來，相對容易；其他有待拼整的零星片，就已被限制在比較小的範圍内。

## 世界最大商品拼圖
- 2011~ 西班牙 Educa 公司「Vida」（歡樂天地）拼圖，規格爲24,000片/套，畫幅面積爲428×157cm，美術設計者Royce B. McClure[2][3]。
- 2011~ 德國 Ravensburger（英语：Ravensburger） 公司「Double Retrospect」（雙重回顧）拼圖，規格爲32,000片/套，畫幅面積爲214" x 75.5"，美術設計者凱斯·哈林（Keith Haring 1958–1990）[4]。
  - ilovepuzzle 「Double Retrospect」（雙重回顧）拼圖，規格爲32,000片/套，2012/7/21 台灣開箱[5]。
  - 拼圖密室 「Double Retrospect」（雙重回顧）拼圖完成。[6]
- 2014~  西班牙 Educa 公司「Wild Life」（野生動物）拼圖，規格爲33,600片/套，畫幅面積爲570×157cm[7][8][9]。

## 其他
- 可以將完成了的拼圖粘起來當成裝飾品掛在牆上以供賞玩。
- 美國在1980和90年代曾舉辦了幾屆由拼圖製造商資助的拼圖錦標賽，舉辦地在俄亥俄州的阿森斯。
- 台灣的雷諾瓦拼圖文化坊公司每年也有舉辦拼圖相關的比賽，舉凡個人（成人組、兒童組）雙人賽乃至4-6人一組的馬拉松拼圖賽程都有，可說是台灣拼圖愛好者的一大盛事。
- 台灣的Pintoo優利瑪股份有限公司總部位於台北，以其獨特的塑膠拼圖技術聞名全球，並推出包括球體拼圖、隨行杯拼圖、馬卡龍拼圖等多元設計，突破拼圖傳統玩法。

## 外部連結
- Jigsaw Puzzle Virtual Exhibit at the Elliott Avedon Museum & Archive of Games
- The First Jigsaw Ever Sold （页面存档备份，存于）, from the British Library website
- Jigsaw Puzzles, a Brief History （页面存档备份，存于）, by Anne D. Williams
- National Jigsaw Puzzle Championships, from the personal website of a puzzle enthusiast
- Puzzle Machine （页面存档备份，存于） Flash movie of how jigsaw puzzles are made
- The World's Largest Jigsaw Puzzle
- American Jigsaw Puzzle Society
- 拼圖 （页面存档备份，存于） （简体中文）
- 拼图生产流程 （页面存档备份，存于） （简体中文）
- 拼图切割机 Puzzle Cutting Machine （页面存档备份，存于）
- 在线拼图游戏